# Gare de Pouzauges
Gare de Pouzauges vasútállomás Franciaországban, Pouzauges településen.

## Vasútvonalak
Az állomást az alábbi vasútvonalak érintik:
- Les Sables-d'Olonne–Tours-vasútvonal

## Kapcsolódó állomások
A vasútállomáshoz az alábbi állomások vannak a legközelebb:
- Gare de Chantonnay (Gare des Sables-d'Olonne, Les Sables-d'Olonne–Tours-vasútvonal)
- Gare de Cerizay (Gare de Loudun, Les Sables-d'Olonne–Tours-vasútvonal)